# Mlaya
Mlaya is een bestuurslaag in het regentschap Banjarnegara van de provincie Midden-Java, Indonesië. Mlaya telt 2381 inwoners (volkstelling 2010).